# Hill City (Kansas)
Hill City é uma cidade localizada no estado americano de Kansas, no Condado de Graham.

## Demografia
Segundo o censo americano de 2000, a sua população era de 1604 habitantes.
Em 2006, foi estimada uma população de 1437, um decréscimo de 167 (-10.4%).

## Geografia
De acordo com o United States Census Bureau tem uma área de
2,4 km², dos quais 2,4 km² cobertos por terra e 0,0 km² cobertos por água.

## Localidades na vizinhança
O diagrama seguinte representa as localidades num raio de 32 km ao redor de Hill City.